# Fix You
Fix You (englisch für „Repariere dich“) ist ein Lied der britischen Rockband Coldplay, das im September 2005 erschien.

## Entstehung und Veröffentlichung
Das Lied wurde gemeinsam von den Coldplay-Mitgliedern Guy Berryman, Jonny Buckland, Will Champion und Chris Martin getextet, komponiert sowie produziert. Bei der Produktion erhielt die Band Unterstützung durch Ken Nelson.
Die Erstveröffentlichng von Fix You erfolgte als Single am 2. September 2005 bei Parlophone. Diese erschien als 2-Track-CD-Single mit der B-Seite The World Turned Upside Down (Katalognummer: 3323967) sowie als CD-Maxi-Single, die um eine Liveversion zu Pour Me und dem Musikvideo zu Fix You erweitert wurde (Katalognummer: 3323962). Capitol Records bewarb Fix You am 15. August 2005 bereits im US-Triple-A- und Alternativ-Radio. Am 3. Juni 2005 erschien das Lied als Teil von Coldplays zweiten Studioalbum X&Y (Katalognummer: 4747862), dessen zweite Singleauskopplung es ist.
Im Jahr 2005 sangen Coldplay das Lied bei Saturday Night Live und bei Live 8 im Juli. Das Stück ist zur Hymne der Veranstaltung geworden.
Am 19. Oktober 2011, nach dem Tod von Apple-Chef Steve Jobs, wurde eine private Gedenkfeier für Apple-Mitarbeiter abgehalten und gestreamt, bei der die Band das Lied spielte. Jobs war ein langjähriger Fan von Coldplay. Chris Martin bemerkte, dass Jobs, als er vor zehn Jahren zum ersten Mal ihren Durchbruchstitel Yellow hörte, nicht glaubte, dass die Band es schaffen würde. Am 4. Juni 2017 sangen Coldplay Fix You auf dem One Love Manchester Benefizkonzert für die Opfer des Bombenanschlags in der Manchester Arena.

## Hintergrund
Coldplay-Sänger Martin lernte die US-amerikanische Schauspielerin Gwyneth Paltrow Ende Oktober 2002 kennen, drei Wochen nach dem Tod ihres Vaters (Bruce Paltrow). Als ihre Beziehung immer enger wurde, hörten Martin und Paltrow das Coldplay-Album Parachutes (Juli 2000), insbesondere den Titel Everything's Not Lost, um ihr zu helfen, den Verlust ihres Vaters zu verarbeiten. Martin und Paltrow heirateten im Dezember 2003.
Fix You wurde von Martins Wunsch inspiriert, Paltrow weiterhin bei der Bewältigung ihres Kummers zu helfen. Er wollte das Lied auf einer Kirchenorgel basieren lassen; stattdessen schaltete er ein Keyboard ein, das Paltrow von ihrem Vater geschenkt worden war und das unbenutzt in ihrem Haus stand, um festzustellen, „dass es diese erstaunlichen Klänge hatte.“ Martin sagte, dass die Komposition des Liedes von der englischen Alternative-Rock-Band Elbow und deren Hymne Grace Under Pressure (2003) beeinflusst wurde. Im Jahr 2005 beschrieb er Fix You als „wahrscheinlich das wichtigste Lied, das wir je geschrieben haben“. Er schrieb vier weitere Titel für oder über Paltrow: Moses (2003), Swallowed in the Sea (2005), Magic und Another's Arms (2014).
Während einer Track-by-Track-Analyse bemerkte der Bassist Guy Berryman, dass Fix You ein bisschen Inspiration von Many Rivers to Cross von Jimmy Cliff (1969) hat. Berryman fügte hinzu: „Es wird zu einer eigenen Sache, wie Inspirationspunkte, die dich auf bestimmte Pfade führen. Immer, wenn man einen Song wie einen anderen schreiben will, klingt er am Ende sowieso nach etwas anderem.“

## Musikvideo
Das Musikvideo zu Fix You wurde von Sophie Muller gedreht, die zuvor mit der Band für ihr Video In My Place aus dem Jahr 2002 gearbeitet hatte. Das Video wurde am Ende von zwei Konzerten gefilmt, die am 4. und 5. Juli 2005 im Reebok Stadium in Bolton, England, stattfanden und die ersten Stadionauftritte der Band überhaupt waren. Die Konzertbesucher dienten als Statisten für den Videodreh, für den an jedem Tag zwei Takes erforderlich waren.
In der ersten Hälfte des Videos wandert Martin durch die Straßen Londons, beginnend in der Tooley Street unter dem Bahnhof London Bridge, während der Slogan Make Trade Fair auf das Royal National Theatre projiziert wird, wobei das gleiche Baudot-Code-Farbschema wie auf dem Cover von X&Y verwendet wird. Die Tunnel, durch die Martin wandert, befinden sich in und um die Bahnhöfe King’s Cross und St. Pancras, wobei die Dreharbeiten für das Video während der Zeit der Sanierung und Erweiterung des letzteren stattfanden. Dann sieht man Martin über die Waterloo Bridge gehen, die die Themse überquert und das Südufer mit dem Strand verbindet. Sobald die E-Gitarre einsetzt, verwandelt sich Martins Gang in einen Lauf, während er durch die Straßen Londons flitzt, bis er sehr schnell die Seite der Bühne des Reebok-Stadions in Bolton erreicht, wo er sich dem Rest der Band für das Finale des Songs anschließt. Das Publikum singt den letzten Refrain des Liedes mit, und am Ende des Videos bedankt sich Martin für die Unterstützung und wünscht ihnen eine gute Nacht.
Das Video wurde am 1. August 2005 veröffentlicht. Er wurde bei den 15. jährlichen Music Video Production Association Awards in der Kategorie Adult Contemporary nominiert. Nach seiner Veröffentlichung wurde das Musikvideo als Hommage an die Opfer der Terroranschläge vom 7. Juli 2005 in London umfunktioniert, obwohl er vor deren Auftreten gedreht wurde.

## Rezeption

### Bestenlisten
Im September 2021 wurde das Lied auf Platz 392 der 500 besten Songs aller Zeiten der Zeitschrift Rolling Stone gewählt.

### Preise
Der Titel wurde für einen Ivor Novello Award in der Kategorie Bester Song musikalisch und textlich nominiert.
Der Song wurde auch für einen UK Festival Award in der Kategorie Anthem of the Summer nominiert.

### Rezensionen
Paul McNamee vom NME sagte: „Es ist ein wundervoller Titel, der von einfachem, nüchternen Klavier und Gesang zu einem klingenden, scheppernden Ausbruch von Absicht und vierstimmiger Proto-Prog-Harmonie wechselt.“
Alexis Petridis von The Guardian lobte es als „wunderschön gedreht [...] Die Melodie von “Fix You„ ruft dieses seltsame Gefühl falscher Erinnerung hervor, wodurch ein neuer Song sofort vertraut wirkt“.
Jonathan Keefe vom Slant Magazine empfand ihn als zaghaft, während Pitchfork-Rezensent Joe Tangari es als „AOR-Ballade“ abtat.

## Kommerzieller Erfolg
Im Jahr 2024 war Fix You laut PPL der achtmeistgespielte Titel von Coldplay in Radio und Fernsehen im Vereinigten Königreich.

### Chartplatzierungen
Fix You avancierte zum Top-10-Erfolg im Verinigten Königreich (Rang 4) und Spanien (Rang 6).
| ChartsChartplatzierungen       | Höchstplatzierung | Wochen |
| ------------------------------ | ----------------- | ------ |
| Deutschland (GfK)              | 65 (11 Wo.)       | 11     |
| Österreich (Ö3)                | 24 (9 Wo.)        | 9      |
| Schweiz (IFPI)                 | 53 (4 Wo.)        | 4      |
| Vereinigte Staaten (Billboard) | 59 (7 Wo.)        | 7      |
| Vereinigtes Königreich (OCC)   | 4 (64 Wo.)        | 64     |

| ChartsJahrescharts (2005)    | Platzierung |
| ---------------------------- | ----------- |
| Vereinigtes Königreich (OCC) | 57          |

### Auszeichnungen für Musikverkäufe
| Land/Region                  | Auszeichnungen für Musikverkäufe (Land/Region, Auszeichnung, Verkäufe) | Verkäufe  |
| ---------------------------- | ---------------------------------------------------------------------- | --------- |
| Australien (ARIA)            | 6× Platin                                                              | 420.000   |
| Dänemark (IFPI)              | 2× Platin                                                              | 180.000   |
| Italien (FIMI)               | 3× Platin                                                              | 300.000   |
| Neuseeland (RMNZ)            | 5× Platin                                                              | 150.000   |
| Portugal (AFP)               | 3× Platin                                                              | 30.000    |
| Spanien (Promusicae)         | 3× Platin                                                              | 180.000   |
| Vereinigte Staaten (RIAA)    | 3× Platin                                                              | 3.000.000 |
| Vereinigtes Königreich (BPI) | 4× Platin                                                              | 2.600.000 |
| Insgesamt                    | 29× Platin ·                                                           | 6.860.000 |

Hauptartikel: Coldplay/Auszeichnungen für Musikverkäufe